# Serie Mundial de 1970
La Serie Mundial de 1970 fue disputada entre Baltimore Orioles y Cincinnati Reds.
Los Baltimore Orioles resultaron ganadores al vencer en la serie por 4 partidos a 1.

## Desarrollo

### Juego 1
| Equipo     | 1 | 2 | 3 | 4 | 5 | 6 | 7 | 8 | 9 | C | H | E |
| ---------- | - | - | - | - | - | - | - | - | - | - | - | - |
| Baltimore  | 0 | 0 | 0 | 2 | 1 | 0 | 1 | 0 | 0 | 4 | 7 | 2 |
| Cincinnati | 1 | 0 | 2 | 0 | 0 | 0 | 0 | 0 | 0 | 3 | 5 | 0 |

LG: Jim Palmer (1–0)  LP: Gary Nolan (0–1)  SV: Pete Richert (1)  
HRs:  BAL – Boog Powell (1), Elrod Hendricks (1), Brooks Robinson (1)  CIN – Lee May (1)

### Juego 2
| Equipo     | 1 | 2 | 3 | 4 | 5 | 6 | 7 | 8 | 9 | C | H  | E |
| ---------- | - | - | - | - | - | - | - | - | - | - | -- | - |
| Baltimore  | 0 | 0 | 0 | 1 | 5 | 0 | 0 | 0 | 0 | 6 | 10 | 2 |
| Cincinnati | 3 | 0 | 1 | 0 | 0 | 1 | 0 | 0 | 0 | 5 | 7  | 0 |

LG: Tom Phoebus (1–0)  LP: Milt Wilcox (0–1)  SV: Dick Hall (1)  
HRs:  BAL – Boog Powell (2)  CIN – Bobby Tolan (1), Johnny Bench (1)

### Juego 3
| Equipo     | 1 | 2 | 3 | 4 | 5 | 6 | 7 | 8 | 9 | C | H  | E |
| ---------- | - | - | - | - | - | - | - | - | - | - | -- | - |
| Cincinnati | 0 | 1 | 0 | 0 | 0 | 0 | 2 | 0 | 0 | 3 | 9  | 0 |
| Baltimore  | 2 | 0 | 1 | 0 | 1 | 4 | 1 | 0 | X | 9 | 10 | 1 |

LG: Dave McNally (1–0)  LP: Tony Cloninger (0–1)  
HRs:  BAL – Frank Robinson (1), Don Buford (1), Dave McNally (1)

### Juego 4
| Equipo     | 1 | 2 | 3 | 4 | 5 | 6 | 7 | 8 | 9 | C | H | E |
| ---------- | - | - | - | - | - | - | - | - | - | - | - | - |
| Cincinnati | 0 | 1 | 1 | 0 | 1 | 0 | 0 | 3 | 0 | 6 | 8 | 3 |
| Baltimore  | 0 | 1 | 3 | 0 | 0 | 1 | 0 | 0 | 0 | 5 | 8 | 0 |

LG: Clay Carroll (1–0)  LP: Eddie Watt (0–1)  
HRs:  CIN – Pete Rose (1), Lee May (2)  BAL – Brooks Robinson (2)

### Juego 5
| Equipo     | 1 | 2 | 3 | 4 | 5 | 6 | 7 | 8 | 9 | C | H  | E |
| ---------- | - | - | - | - | - | - | - | - | - | - | -- | - |
| Cincinnati | 3 | 0 | 0 | 0 | 0 | 0 | 0 | 0 | 0 | 3 | 6  | 0 |
| Baltimore  | 2 | 2 | 2 | 0 | 1 | 0 | 0 | 2 | X | 9 | 15 | 0 |

LG: Mike Cuéllar (1–0)  LP: Jim Merritt (0–1)  
HRs:  BAL – Frank Robinson (2), Merv Rettenmund (1)
|                                                           |
| Campeón de las Grandes Ligas Baltimore Orioles 2.º título |